# Episodi di Balko (quinta stagione)
La quinta stagione della serie televisiva Balko è stata trasmessa in anteprima in Germania dalla RTL Television tra il 3 febbraio 2000 e il 25 maggio 2000.
| nº | Titolo originale           | Titolo italiano | Prima TV Germania | Prima TV Italia |
| -- | -------------------------- | --------------- | ----------------- | --------------- |
| 1  | Killer-Rap                 |                 | 3 febbraio 2000   |                 |
| 2  | Nur einer kommt durch      |                 | 10 febbraio 2000  |                 |
| 3  | Werben und sterben         |                 | 17 febbraio 2000  |                 |
| 4  | Baumarkt des Grauens       |                 | 24 febbraio 2000  |                 |
| 5  | Der Wolf jagt die Meute    |                 | 2 marzo 2000      |                 |
| 6  | Die Schlangenfarm          |                 | 9 marzo 2000      |                 |
| 7  | Kassensturz                |                 | 16 marzo 2000     |                 |
| 8  | Opa und der Serienkiller   |                 | 23 marzo 2000     |                 |
| 9  | Geliebte Mumie             |                 | 6 aprile 2000     |                 |
| 10 | Vorfahrt für den Mörder    |                 | 13 aprile 2000    |                 |
| 11 | Krapp, du bist tot         |                 | 20 aprile 2000    |                 |
| 12 | Ball der toten Herzen      |                 | 27 aprile 2000    |                 |
| 13 | Der Chef sieht rot         |                 | 4 maggio 2000     |                 |
| 14 | Das Blutbad                |                 | 11 maggio 2000    |                 |
| 15 | Die Mördertauben von Eving |                 | 18 maggio 2000    |                 |
| 16 | Bis zum letzten Mann       |                 | 25 maggio 2000    |                 |